# Nek
Nek, nom artístic de Filippo Neviani (Sassuolo, Itàlia, 6 de gener de 1971) és un cantant i compositor italià de música pop. Ha enregistrat temes tant en italià com en català, castellà o anglès.

## Biografia

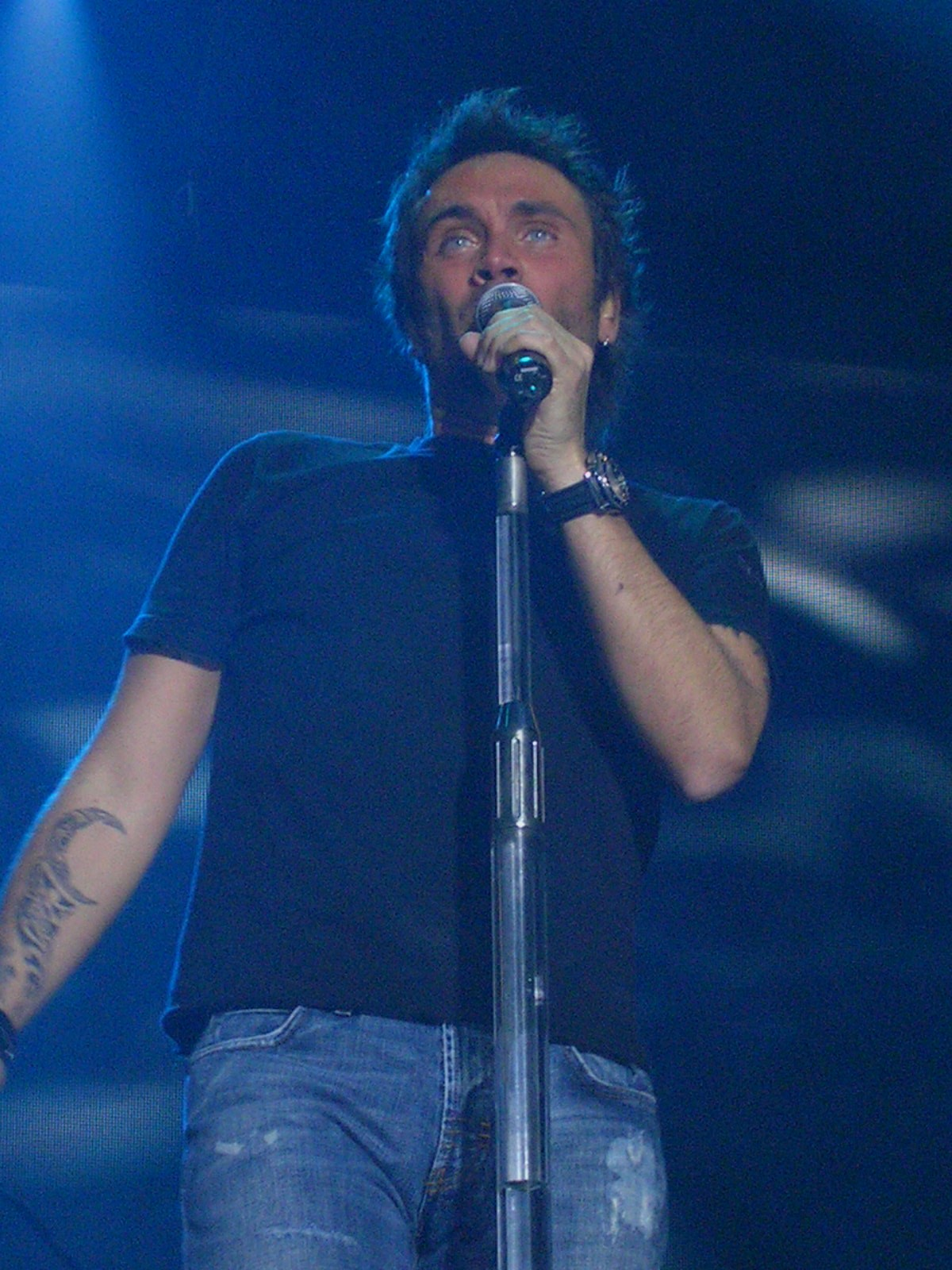
Nek, en un concert a Assago, Milà

La carrera musical de Nek s'inicià el 1986 quan va formar amb Gianluca Vaccai un duo de música country "I Winchester" que reinterpretava els èxits més famosos de John Denver, de Simon & Garfunkel i del grup America.
Els concerts dels dos músics obtingueren cert èxit fins a atènyer certa popularitat a la província de Modena. Participaren aleshores a diversos tipus de representacions més o menys personalitzades.
Després, el 1989, es feu cantant i baixista d'un grup de rock que es deia "White Lady" i començà l'escriptura de les seves primeres cançons.
Al principi el grup nasqué com a cover band, (interpretant sobretot peces del grup The Police), però es transformà després en una formació amb un repertori personal.
Tots quatre ajuntaren els seus estalvis per a poder enregistrar un disc que es deia White Lady – The Demo.
Amb tot, el 1991 se separà de la resta del grup per a encetar una nova aventura musical com a solista.

## Nek solista
A principis de la seva nova carrera es va presentar al Festival de Castrocaro, i amb el títol Io ti vorrei, guanyà la final. Publicà l'any 1992 el seu primer àlbum que es deia Nek. amb una cançó de lletra molt controvertida que parlava sobre l'avortament; va quedar en segona posició. En 1997 participà novament a Sanremo. A desgrat que no guanyés cap premi amb Laura non c'è (La Laura no hi és), aquesta cançó el propulsà al capdavant de l'escena musical. Aquest títol més famós del cantant, seguit de la cançó Sei grande (Ets gran), arribà immediatament a les llistes de popularitat italianes i internacionals.
L'any 2000, aconsegueix una nova producció "La vida es", aquest disc és innovador perquè posseeix una barreja de pop i rock, fusionada amb música electrònica. D'aquest disc es desprèn la cançó "Ci sei tu", i també un altre senzill tema "La Vita è'" (La vida és), amb la participació del grup Eiffel 65. Més tard, en 2002 canta a duo amb la seva compatriota Laura Pausini en “Sei solo tu” (Tan sols tu). De la mateixa manera que canta en italià, canta també les versions en castellà d'èxits dels seus àlbums, com Laura no està, La vida és i Tan sols tu.
A Espanya torna a editar el seu àlbum "En el cuarto 26" amb dues cançons en les quals col·labora el grup "El sueño de Morfeo".
Més tard, també participa a duet en el disc "Nos vemos en el camino" del "El sueño de Morfeo", amb la cançó "Chocar" que aconsegueix gran acceptació a España.
El 30 de gener de 2009 va sortir en Itàlia el seu nou àlbum amb cançons inèdites "Un'altra direzione", en què el primer tema és "La Voglia Che Non Vorrei".
Nek ha participat en molts duets i a cançons en grup com per exemple al single Domani el 2009 (cançó realitzada pels Artistes units pels Abruços, de beneficis dedicats íntegrament a la reconstrucció dels béns artístics i culturals destruïts pel terratrèmol a l'Aquila)

## Discografia

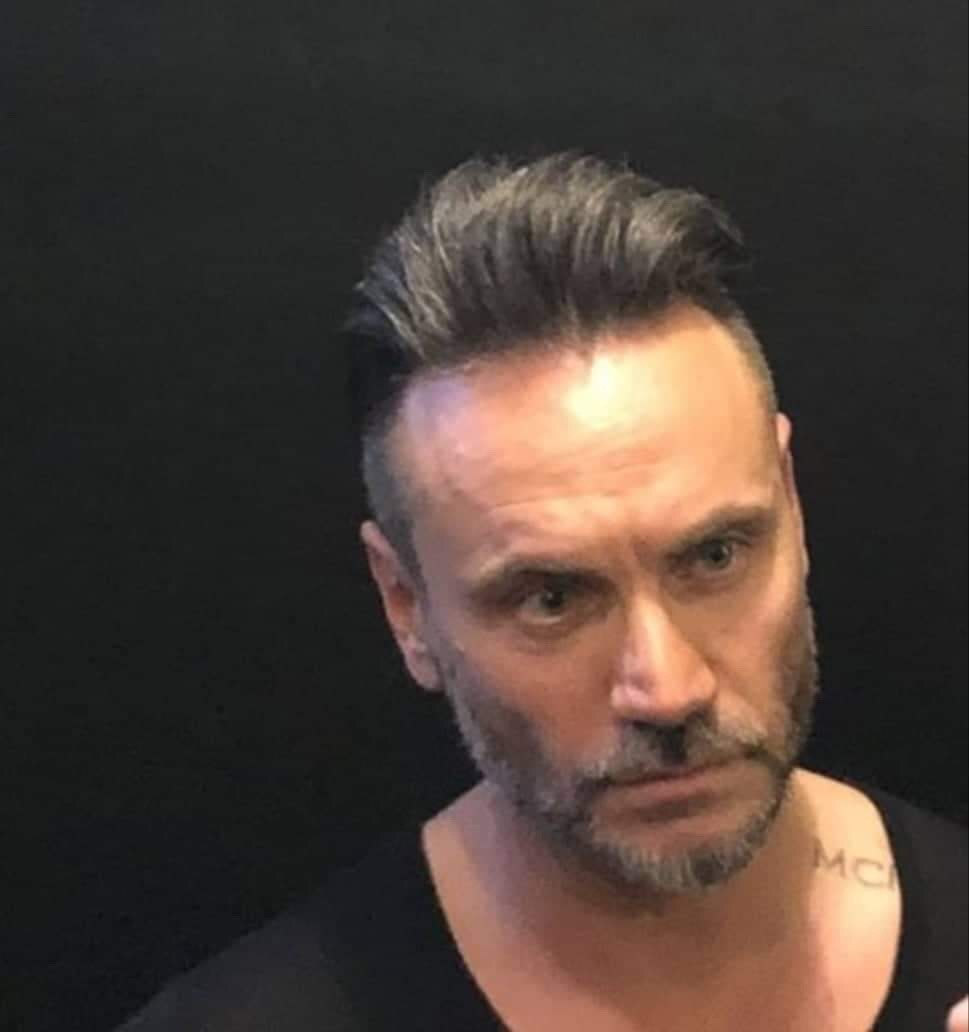
Nek el 2019

### Àlbum
- 1992 - Nek
- 1993 - In te
- 1994 - Calore umano
- 1996 - Lei, gli amici e tutto il resto
- 1998 - In due
- 2000 - La vita è
- 2002 - Le cose da difendere
- 2003 - The Best of Nek - L'anno zero (Recopilació)
- 2005 - Una parte di me
- 2006 - Nella stanza 26
- 2009 - Un'altra direzione
- 2013 – Filippo Neviani
- 2015 – Prima di parlare
- 2016 – Unici
- 2019 - Il mio gioco preferito: parte prima
- 2020 - Il mio gioco preferito: parte seconda

### Àlbums en espanyol
- 1997 - Nek
- 1998 - Entre tú y yo
- 2000 - La vida es
- 2002 - Las cosas que defenderé
- 2003 - Lo mejor de Nek - El año cero
- 2005 - Una parte de mí
- 2006 - Esencial
- 2006 - En el cuarto 26
- 2009 - Nuevas direcciones

### Singles
- 1992 - Amami
- 1993 - In te
- 1993 - Uomo con te
- 1994 - Angeli nel ghetto
- 1994 - Cuori in tempesta
- 1994 - Calore umano
- 1996 - Dimmi cos'è
- 1996 - Tu sei, tu sai
- 1996 - Vivere senza te
- 1997 - Laura non c'è
- 1997 - Sei grande
- 1998 - Se io non avessi te
- 1998 - Sto con te
- 1998 - Se una regola c'è
- 1998 - Con un ma e con un se
- 2000 - Ci sei tu
- 2000 - Sul treno
- 2000 - La vita è
- 2002 - Sei solo tu
- 2002 - Parliamo al singolare
- 2002 - Cielo e terra
- 2002 - Tutto di te
- 2003 - Almeno stavolta
- 2003 - L'anno zero
- 2005 - Lascia che io sia
- 2005 - Contromano
- 2005 - L'inquietudine
- 2006 - Instabile
- 2006 - Notte di febbraio
- 2007 - Nella stanza 26
- 2009 - La voglia che non vorrei
- 2009 - Se non ami
- 2009 - Semplici emozioni